# Elecciones presidenciales de Estados Unidos de 1956
Las elecciones presidenciales de Estados Unidos de 1956 dieron al presidente Dwight D. Eisenhower una reelección. Las elecciones de 1956 fue una revancha de su oponente demócrata Adlai Stevenson, a quien Eisenhower había derrotado cuatro años antes, en las elecciones de 1952.
El presidente Eisenhower era popular, pero tuvo problemas de salud que se convirtieron en un gran problema. Stevenson siguió siendo popular entre los demócratas liberales, pero no poseía ningún cargo político y no tenía ninguna base real. Él, junto con Eisenhower, olvidaron en gran medida la cuestión de los derechos civiles. Eisenhower había terminado la guerra de Corea y el país era próspero, por lo que una victoria aplastante del carismático Eisenhower nunca estuvo en duda.
Esta fue la última elección presidencial en la que Alaska y Hawái no participaron, ya que no fueron considerados estados federales hasta 1959. También fue la última elección, en la que al menos uno de los principales candidatos, había nacido en el siglo XIX.

## Nominaciones

### Partido Republicano

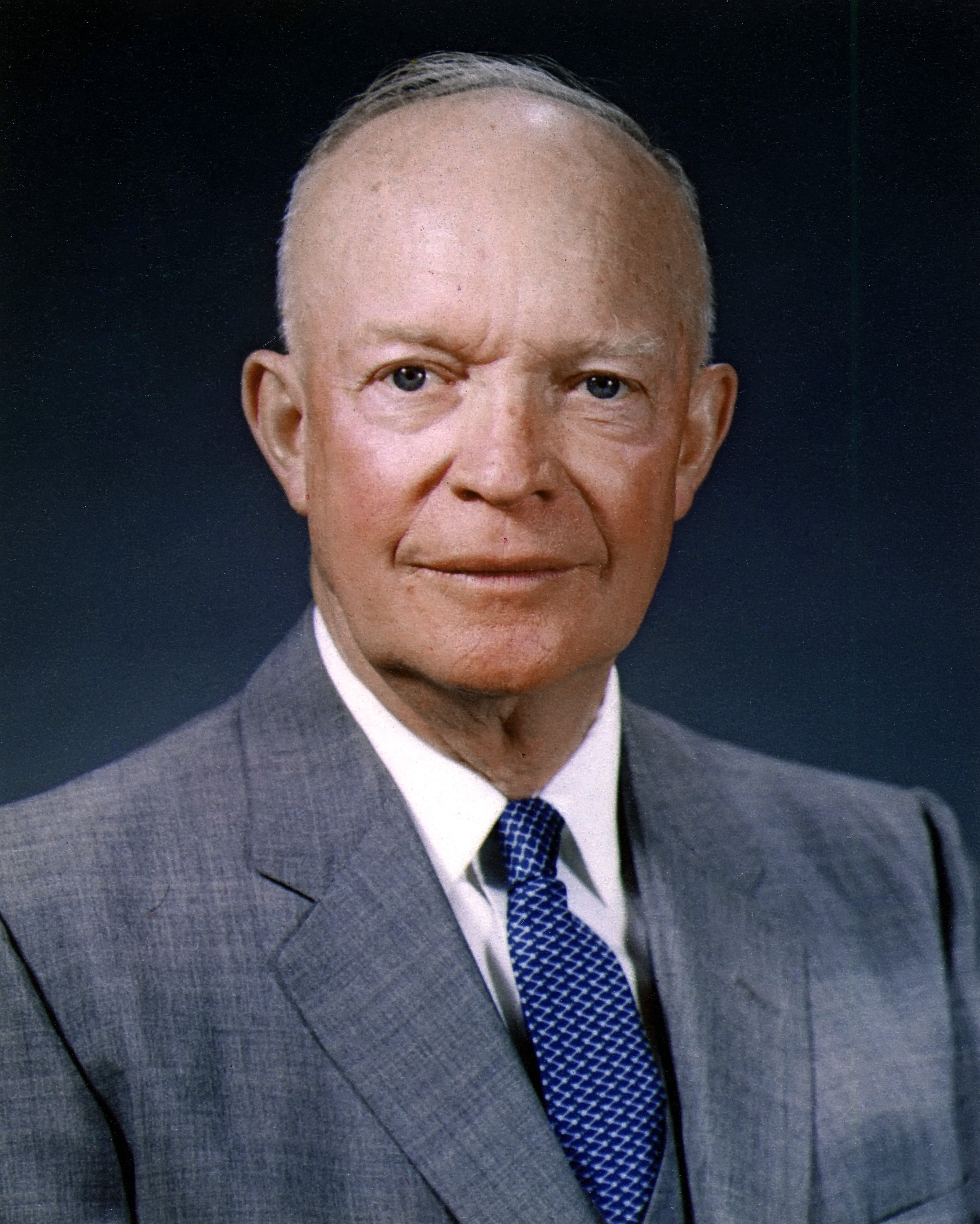
Presidente Dwight D. Eisenhower de Nueva York

En 1956 comenzó a haber cierta especulación sobre que Eisenhower no se presentaría para un segundo mandato, principalmente debido a las preocupaciones por su salud. En 1955, Eisenhower había sufrido un ataque cardiaco grave y a principios de 1956 se había sometido a una cirugía para la ileitis. Sin embargo, se recuperó rápidamente después de ambos incidentes, y después de haber sido autorizado por sus médicos, decidió postularse para un segundo mandato. Dada la enorme popularidad de "Ike", se presentó de nuevo sin oposición en la Convención Nacional Republicana de 1956 en San Francisco, California.
La única pregunta que se hacían los republicanos era que si el vicepresidente Richard Nixon sería una vez más ser el compañero de fórmula de Eisenhower. Existió alguna evidencia de que Eisenhower habría preferido otro, menos partidista y controvertido compañero de fórmula, como el gobernador de Massachusetts, Christian Herter, y según algunos historiadores (como Stephen Ambrose), Eisenhower ofreció a Nixon en privado otra posición en su gabinete, como el de Secretario de Defensa. Sin embargo, Harold Stassen fue el único republicano que se opuso públicamente a la reelección de Nixon como vicepresidente, pero Nixon seguía siendo muy popular entre los votantes del partido. Nixon había reformado también el cargo de vicepresidente, usándolo como plataforma para hacer campaña por los candidatos republicanos estatales y locales en todo el país, y estos candidatos salieron en su defensa. En la primavera de 1956, Eisenhower anunció públicamente que Nixon volvería a ser su compañero de fórmula, y Stassen quedó segundo en las primarias vicepresidenciales.

### Partido Demócrata

#### Galería de candidatos

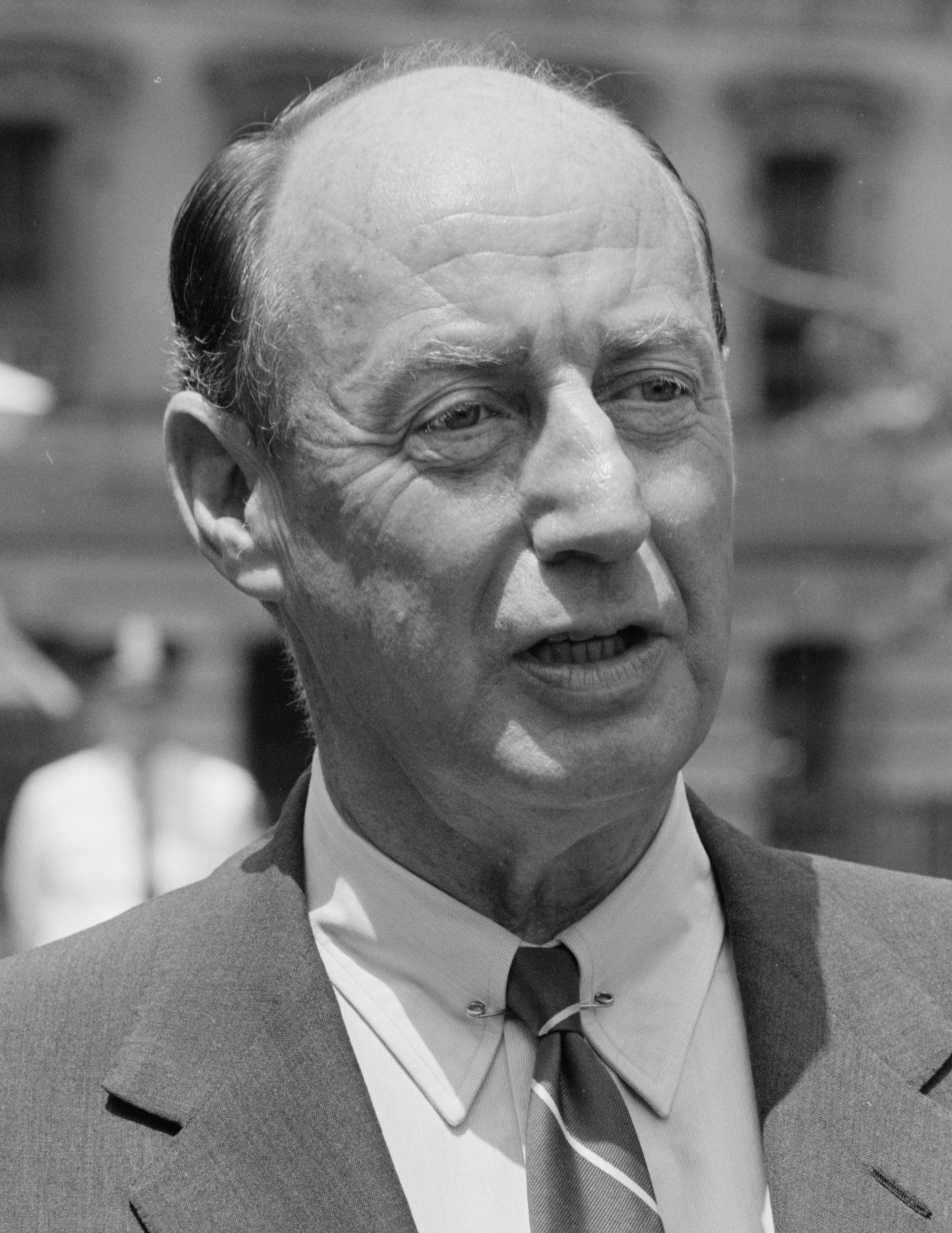
Ex-Gobernador Adlai Stevenson de Illinois
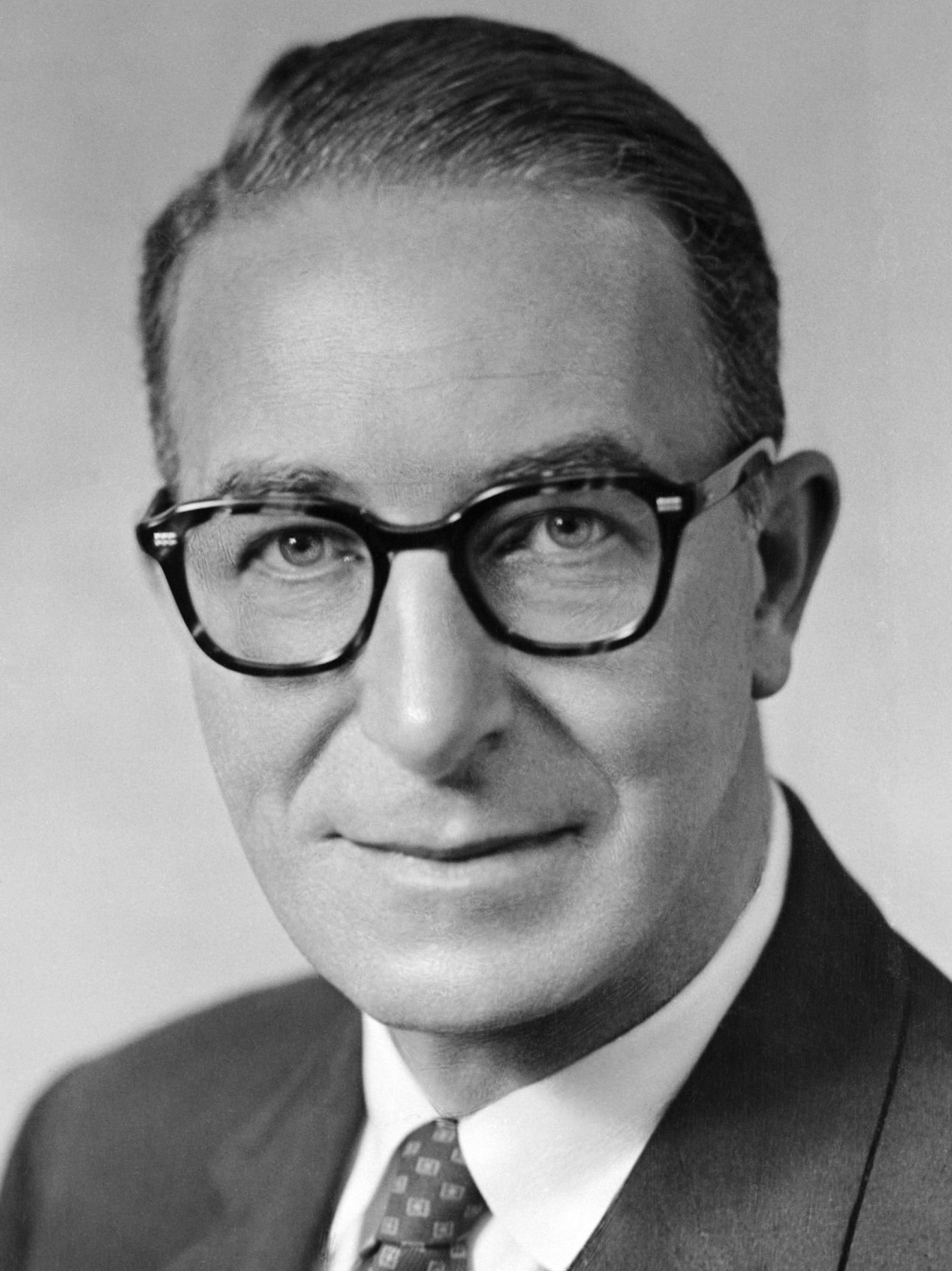
Senador Estes Kefauver de Tennessee
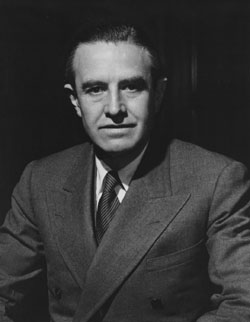
Gobernador W. Averell Harriman de Nueva York
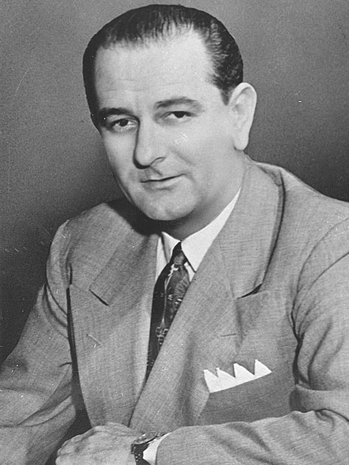
Líder de la Mayoría del Senado Lyndon B. Johnson de Texas

#### Primarias presidenciales

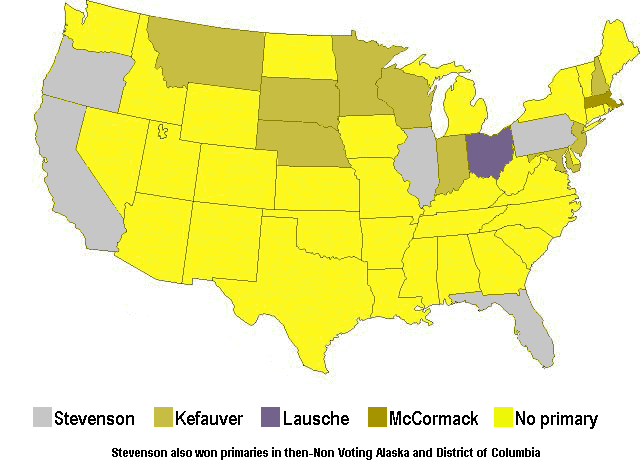
Mapa con los resultados de las primarias demócratas de 1956.

Adlai Stevenson, el candidato presidencial demócrata de 1952, se enfrentó en una dura batalla principal con el senador Estes Kefauver de Tennessee. Kefauver ganó las primarias demócratas de Nuevo Hampshire sin oposición, aunque Stevenson ganó un 15% sin haberse inscrito. Después de que Kefauver hubiese perdido contra Stevenson en las primarias de Minnesota, Stevenson se dio cuenta de que estaba en problemas y acordó discutir con Kefauver en Florida. Stevenson y Kefauver tuvieron el primer debate presidencial televisado el 21 de mayo de 1956 antes de que comenzaran las primarias de Florida. Stevenson ganó en Florida con 52% de los votos contra un 48% de Kefauver. En las primarias de California en la campaña de junio de 1956, Kefauver se había quedado sin dinero y no podía competir por la publicidad. Stevenson ganó las primarias de California con 63% de los votos contra un 37% de Kefauver. Poco después, Kefauver se retiró de la competencia.

#### Convención Nacional Demócrata
En la Convención Nacional Demócrata de 1956 en Chicago, el gobernador de Nueva York, Averell Harriman, que fue respaldado por el expresidente Harry S. Truman, desafió a Stevenson para la nominación. Sin embargo, Stevenson tenía demasiados delegados a su favor, cosa que para Harriman era algo difícil de superar. Stevenson ganó la nominación en la primera votación.

##### Nominación vicepresidencial

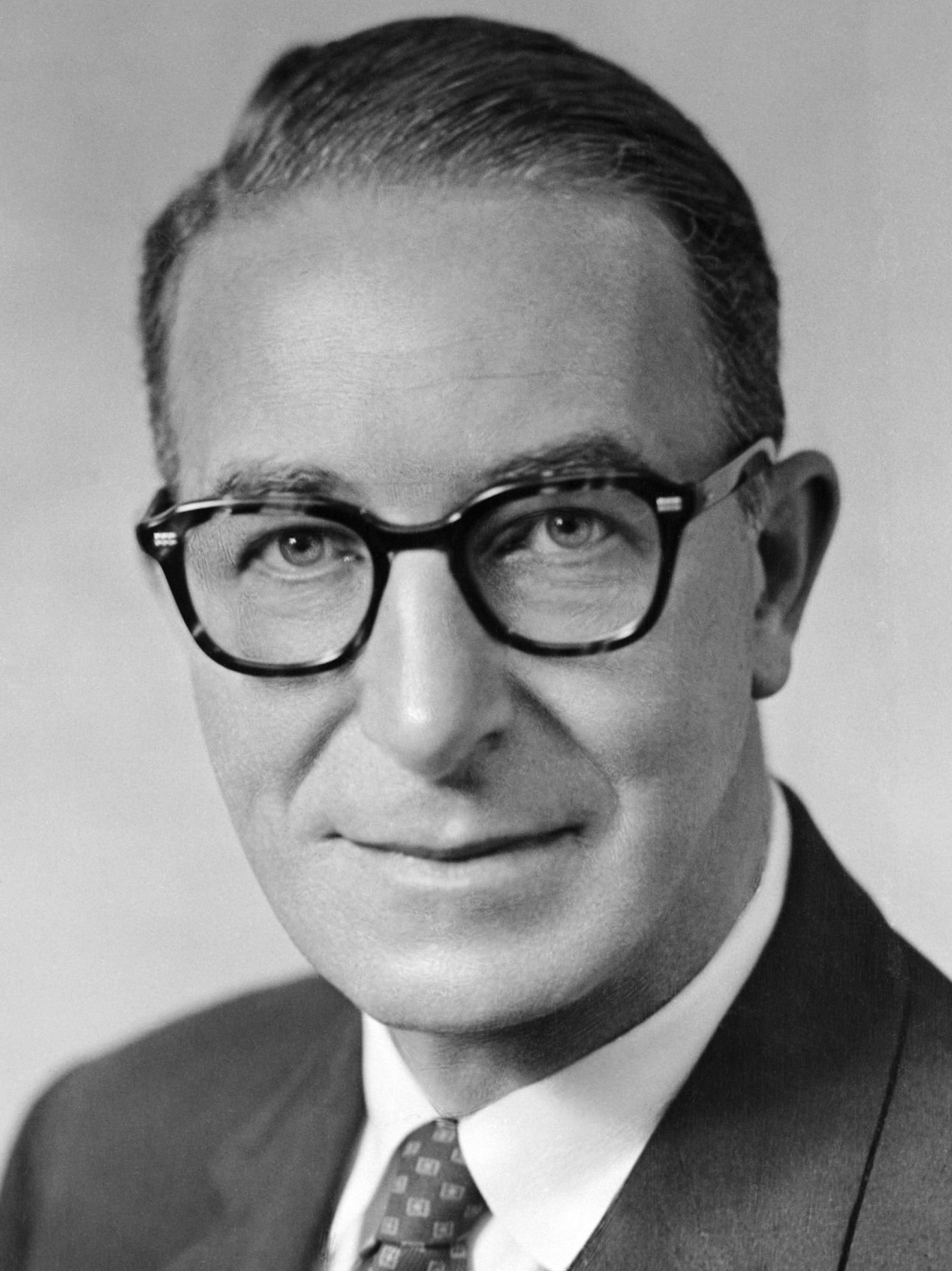
Senador Estes Kefauver de Tennessee
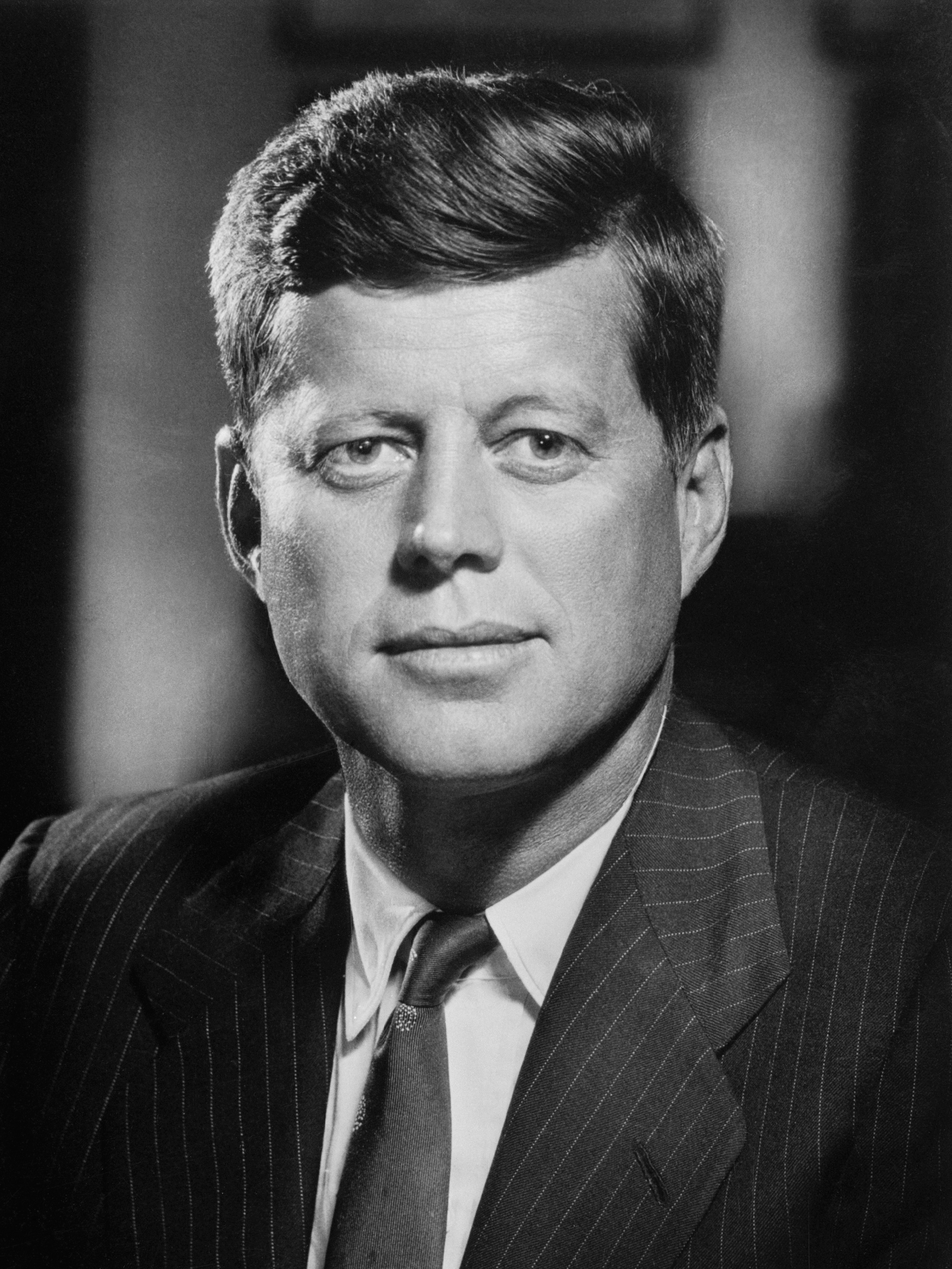
Senador John F. Kennedy de Massachusetts
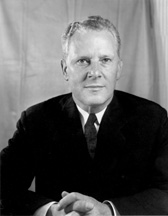
Senador Albert Gore, Sr. de Tennessee
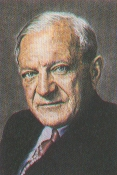
Alcalde Robert F. Wagner, Jr. de Nueva York
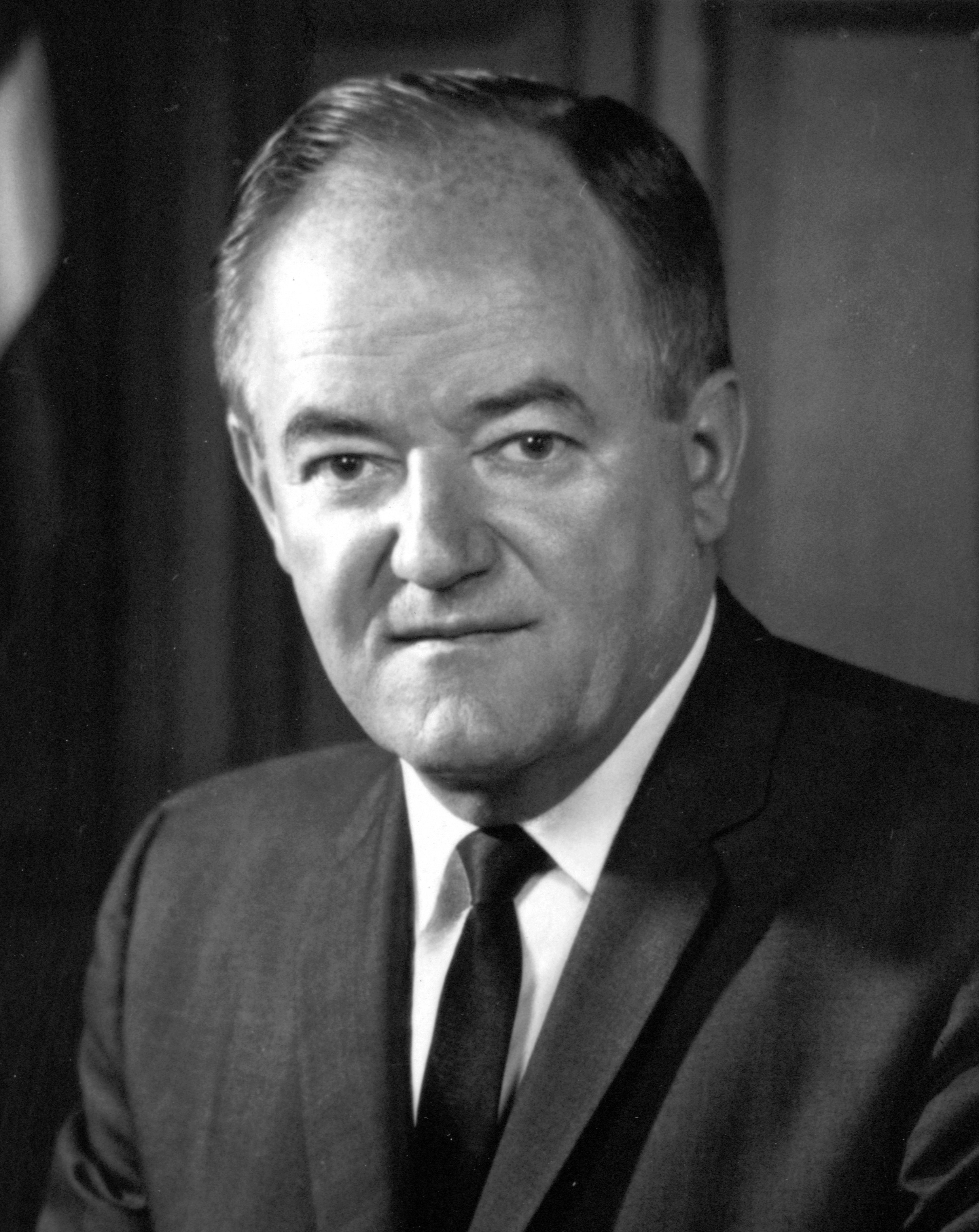
Senador Hubert Humphrey de Minnesota

El punto culminante de la Convención Nacional Demócrata de 1956 llegó cuando Stevenson, en un esfuerzo por crear entusiasmo en el cargo, hizo el sorpresivo anuncio de que los delegados de la convención serían los que eligiesen a su compañero de fórmula. Esto desencadenó una lucha desesperada entre varios candidatos que querían ganar la nominación, una buena parte de la emoción de la carrera a la vicepresidencia provenía del hecho de que los candidatos sólo tenían un día agitado para hacer campaña entre los delegados antes de que la votación comenzase. Los dos principales contendientes fueron el senador Kefauver, que conservaba el apoyo de sus delegados en las primarias presidenciales, y el joven senador John F. Kennedy de Massachusetts, que era relativamente desconocido en ese momento. Aunque Stevenson prefería al senador Kennedy para que fuese su compañero de fórmula, no trató de influir en su votación de ninguna manera. Kennedy sorprendió a los expertos por el aumento en la delantera en la segunda votación, en un momento le faltaban sólo 15 votos para ganar. Sin embargo, varios de los estados sureños dijeron que Kefauver era el "hijo favorito" de los candidatos y votaron por él, dándole así la victoria. Kennedy, a continuación, pronunció un gran discurso de concesión. La derrota fue realmente un impulso a largo plazo de las posibilidades presidenciales de Kennedy, al haber sido derrotado por Kefauver en un margen tan simple obtuvo mucha publicidad nacional favorable, sin embargo, al perder contra Kefauver evitó cualquier culpa por la pérdida esperada de Stevenson contra Eisenhower en noviembre.

### Resultados detallados
| Candidato presidencial | Candidato presidencial     | Partido                                          | Estado natal           | Voto popular           | Voto popular | Voto Electoral | Compañero de fórmula   | Estado natal del compañero | Voto electoral RM |
| Candidato presidencial | Candidato presidencial     | Partido                                          | Estado natal           | Conteo                 | Pct          | Voto Electoral | Compañero de fórmula   | Estado natal del compañero | Voto electoral RM |
| ---------------------- | -------------------------- | ------------------------------------------------ | ---------------------- | ---------------------- | ------------ | -------------- | ---------------------- | -------------------------- | ----------------- |
|                        | Dwight David Eisenhower    | Republicano                                      | Nueva York             | 35,579,180             | 57.4%        | 457            | Richard Milhous Nixon  | California                 | 457               |
|                        | Adlai Stevenson            | Demócrata                                        | Illinois               | 26,028,028             | 42.0%        | 73             | Carey Estes Kefauver   | Tennessee                  | 73                |
|                        | Electores no comprometidos | (ninguno)                                        | (ninguno)              | 196,145                | 0.3%         | 0              | (ninguno)              | (ninguno)                  | 0                 |
|                        | Thomas Coleman Andrews     | Partido Nacional por los Derechos de los Estados | Virginia               | 107,929                | 0.2%         | 0              | Thomas Harold Werdel   | California                 | 0                 |
|                        | Walter Burgwyn Jones       | Demócrata                                        | Alabama                | (ninguno)              | (ninguno)    | 1              | Herman Eugene Talmadge | Georgia                    | 1                 |
| Otro                   | Otro                       | Otro                                             | Otro                   | 110,046                | 0.2%         | –              | Otro                   | Otro                       | –                 |
| Total                  | Total                      | Total                                            | 62,021,328             | 100 %                  | 531          |                |                        |                            | 531               |
| Necesitados para ganar | Necesitados para ganar     | Necesitados para ganar                           | Necesitados para ganar | Necesitados para ganar | 266          |                |                        |                            | 266               |

#### Estados cercanos
1. Missouri, 0.22%
2. Tennessee, 0.62%
3. Carolina del Norte, 1.33%

## Libros
- Gallup, George H. (ed.), ed. (1972). The Gallup Poll: Public Opinion, 1935–1971. 3 vols. Random House. ISBN 0394472705.
- Divine, Robert A. (1974). Foreign Policy and U.S. Presidential Elections, 1952–1960. ISBN 0531064964.